# Arachthos (flod)
Arachthos (græsk: Άραχθος ) er en flod i den østlige del af Epirus, i den nordvestlige del af Grækenland. Dens kilde er i Pindus-bjergene nær byen Metsovo (præfekturet Ioannina). Den er 110 km lang, og har et afvandingsområde på 2.209 km2. Dens øvre løb er kendt som Metsovitikos. Fra dennes sammenløb med Dipotamos nær landsbyen Batza kaldes den Arachthos. Den løber mod syd og passerer mellem Athamanika- og Xerovouni-bjergene. Her møder den Plakabroen, den største stenbro i Grækenland. Den kommer ind i det store Pournari-reservoir i præfekturet Arta, der er omkring 18 km² og forhindrer oversvømmelse af byen Arta og leverer også vand til det meste af Epirus. Byen Peta ligger nær dæmningen. Arta, der ligger omkring 8 km nedstrøms for dæmningen, er den største by ved floden. Artas historiske vartegn er Artabroen over Arachthos. Floden fortsætter gennem lavlandet syd for Arta og munder til sidst ud i den Ambraciske Golf nær Kommeno, 16 km sydøst for Arta.